# Крестовский мост
Кресто́вский мост, или Кресто́вский путепрово́д (реже — Кресто́вская эстака́да) — мост-путепровод в Москве на проспекте Мира (СВАО) через несколько железнодорожных линий Московской и Октябрьской железных дорог.
Движение по мосту 10-полосное — по пять полос в каждом направлении.

## История
В середине XVIII века граница Москвы отодвинулась за Садовое кольцо на линию Камер-Коллежского вала. Это было таможенное сооружение с заставами, на которых досматривали ввозимые товары, проверяли документы въезжающих в город. На Ярославской дороге такой заставой была Крестовская, названная по установленному возле неё кресту и часовне. Название сохранилось. И позже, когда дорогу на Ярославль пересекла Николаевская (ныне Октябрьская) железная дорога (в середине XIX века), построенный над ней путепровод получил название Крестовский мост.
На современном месте мост был построен в 1937 году, во время строительства Всесоюзной Сельскохозяйственной Выставки (ВСХВ).
Начало и конец моста украсили четыре монументальных гранитных фонтана.
Крестовский мост был сразу спроектирован очень широким — к моменту реконструкции в 2007 году на нём насчитывалось девять полос движения. С инженерной точки зрения это были два отдельных последовательно расположенных моста.
Почти сразу после сооружения по мосту стал ходить трамвай, движение которого закрылось в 1995 году в связи с ремонтом путепровода.
После этого трамвайное движение уже не возобновилось, рельсы были разобраны.
В 2007—2009 гг. Крестовский мост был реконструирован — он стал единым сооружением и был расширен: добавилась одна полоса при движении из центра, хотя планировалось добавить по полосе движения в каждом направлении. Порядка одной ширины полосы ушло на установку в 2010 году ограждения, разделяющего потоки движения разных направлений.
31 мая 2010 года открыт разворот и проезд под мостом со стороны области (с Мурманского проезда и 2-й Мытищинской улицы).

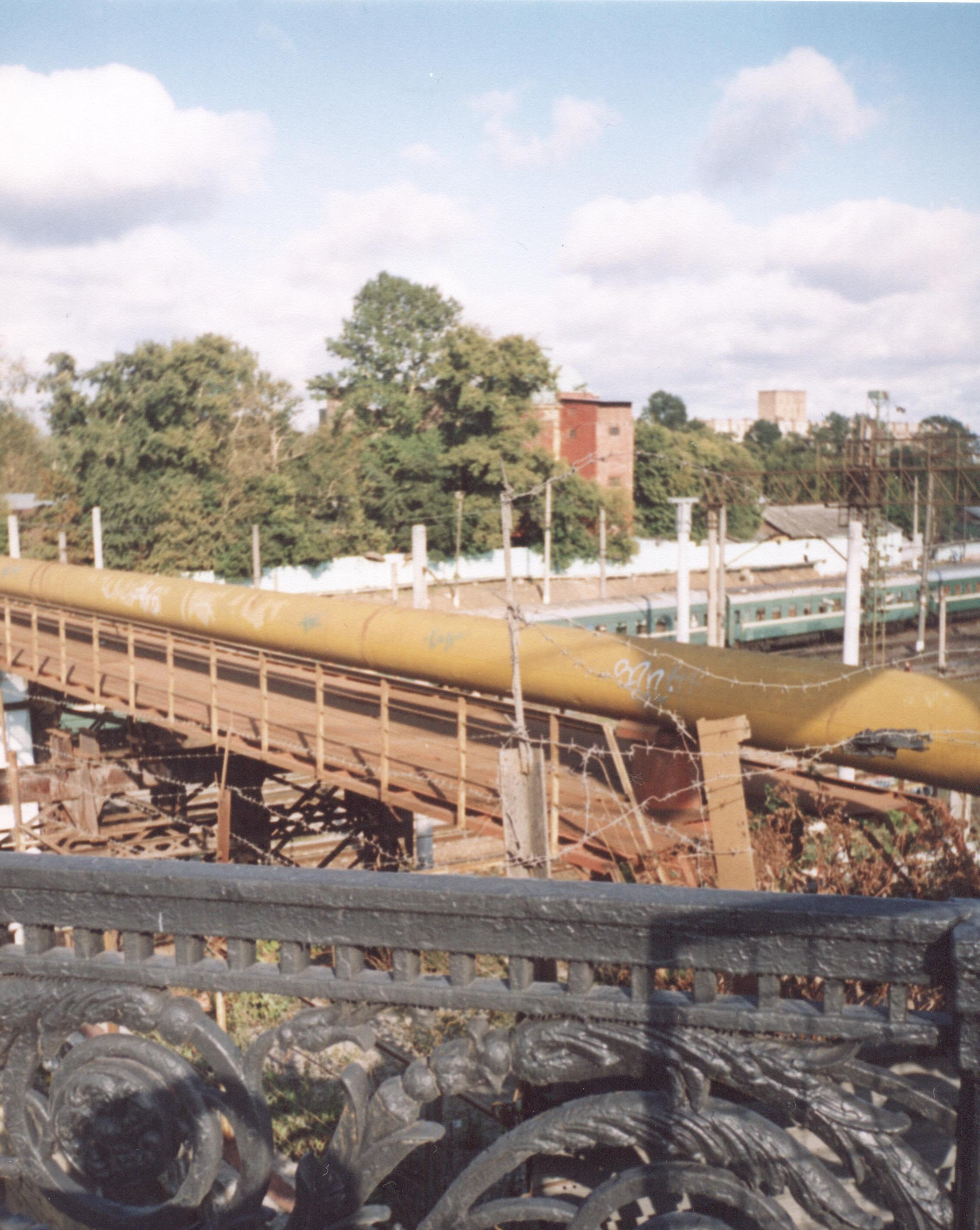
Вид с Крестовского путепровода на Малый Крестовский путепровод

## Расположение
Крестовский мост находится на проспекте Мира и является точкой, где сходятся 4 района Москвы: Мещанский (юго-восток), Марьина Роща (юго-запад), Алексеевский (северо-восток) и Останкинский (северо-запад). К южной части моста примыкает Рижская площадь, на которой находится Рижский вокзал, а также станция метро «Рижская». Есть съезд под мостом на Водопроводный переулок, идущий на юго-восток вдоль железнодорожных путей.
Восточнее находится Малый Крестовский путепровод, проходящий от Водопроводного переулка к 1-й Мытищинской улице, по которому ныне проходит линия теплотрассы. На северной части есть проезд под мостом и съезды направо на 2-ю Мытищинскую улицу и к Пятницкому кладбищу и налево — на Мурманский проезд.
Под путепроводом проходят несколько железнодорожных линий (с севера на юг):
- двухпутный обходной перегон Москва-Пассажирская — Москва-Товарная главного хода Октябрьской железной дороги (Ленинградского направления), предназначенный только для пригородных электропоездов. К востоку от путепровода на этой линии находится платформа Рижская (платформы № 1,2), переход от платформ на юг к станции метро «Рижская», платформе Ржевская и Рижскому вокзалу осуществляется только в обход через Крестовский путепровод.
- пути станции Николаевка Московской железной дороги, узкий участок в центре станции, основные парки находится к западу и востоку от путепровода. Рядом с путепроводом есть передаточный стрелочный съезд между МЖД и ОЖД с Николаевки на Москву-Товарную.
- трёхпутный участок главного хода ОЖД между станциями Москва-Пассажирская (сразу к востоку) и Москва-Товарная (сразу к западу), два пути из которых являются главными путями для поездов дальнего следования. Восточнее у этих путей находятся платформы № 3,4 Рижская, в настоящее время используемые редко, при изменениях в движении пригородных электропоездов.
- двухпутный участок Алексеевской соединительной линии МЖД между станциями Москва-Рижская (сразу к западу) и Москва-Каланчёвская (чуть дальше на восток). Рядом с путепроводом есть передаточный стрелочный съезд между МЖД и ОЖД с Москвы-Рижской (со стороны Москвы-Каланчёвской) на Москву-Товарную. Восточнее у этих путей находится платформа Ржевская (в границах станции Москва-Каланчёвская).

## Транспорт

### Наземный транспорт
- Автобусные маршруты: с585, 714, 903.
- Электробусные маршруты: 33, 604, м2, м9, н9.

### Метро
- Ближайшая станция метро — «Рижская», в 300 метрах.

### Железнодорожный транспорт
- Рижский вокзал
- Рижская (Октябрьская железная дорога)
- Рижская (Алексеевская соединительная линия)